# 고령군·성주군
고령군·성주군은 대한민국의 옛 국회의원 선거구이다. 당시 경상북도 고령군, 성주군 지역을 관할했다.

## 역사
제15대 국회의원 선거를 앞두고 선거구 개편이 일어남에 따라 고령군과 성주군이 하나의 선거구를 구성하게 되면서 신설되었다.
제17대 국회의원 선거를 앞두고 칠곡군 선거구를 편입하면서 고령군·성주군·칠곡군 선거구를 이루게 됨에 따라 폐지되었다.

## 역대 국회의원
| 선거   | 정당 | 정당     | 의원   |
| ------ | ---- | -------- | ------ |
| 1996년 |      | 신한국당 | 주진우 |
| 2000년 |      | 한나라당 | 주진우 |

## 역대 선거 결과

### 대한민국 제15대 국회의원 선거
|  | 27.65% |

|  | 16.35% |

|  | 13.64% |

|  | 9.60% |

|  | 9.20% |

|  | 7.66% |

|  | 6.11% |

|  | 3.96% |

|  | 3.65% |

|  | 2.13% |

### 대한민국 제16대 국회의원 선거
|  | 49.28% |

|  | 25.54% |

|  | 20.32% |

|  | 4.84% |